# (10662) Peterwisse
(10662) Peterwisse – planetoida z pasa głównego asteroid okrążająca Słońce w ciągu 4 lat i 215 dni w średniej odległości 2,76 j.a. Została odkryta 30 września 1973 roku przez Cornelisa i Ingrid van Houtenów na płytach Palomar Schmidt wykonanych przez Toma Gehrelsa. Nazwa planetoidy pochodzi od Petera Wisse (ur. 1943), absolwenta astronomii z Lejdy i Groningen, kuratora holenderskiego Centrum Edukacyjnego "Museon". Została zaproponowana przez P. Barthela. Przed nadaniem nazwy planetoida nosiła oznaczenie tymczasowe (10662) 3201 T-2.